# Komlan Amewou
Komlan Amewou (Lomé, 15 de dezembro de 1983) é um futebolista profissional togolês que atua como meia.

## Carreira
Komlan Amewou representou o elenco da Seleção Togolesa de Futebol no Campeonato Africano das Nações de 2013.